# Stazione di Sibari
Stazione di Sibari vasútállomás Olaszországban, Cassano all’Ionio településen.

## Vasútvonalak
Az állomást az alábbi vasútvonalak érintik:
- Jonica-vasútvonal
- Cosenza-Sibari-vasútvonal

## Kapcsolódó állomások
A vasútállomáshoz az alábbi állomások vannak a legközelebb:
- Stazione di Villapiana-Torre Cerchiara (Stazione di Taranto, Jonica-vasútvonal)
- Stazione di Spezzano Albanese Terme (Stazione di Cosenza, Cosenza-Sibari-vasútvonal)
- Stazione di Corigliano Calabro (Stazione di Reggio di Calabria Centrale, Jonica-vasútvonal)